# Pecom Racing
Pecom Racing également orthographié PeCom Racing est une écurie de sport automobile argentine.

## Historique
En 2009, le Pecom Racing engage une Ferrari F430 GTC en championnat FIA GT.
En 2011, le Pecom Racing participe aux 24 Heures du Mans et aux Le Mans Series avec une Lola B11/40. L'écurie reçoit un soutien technique d'AF Corse.

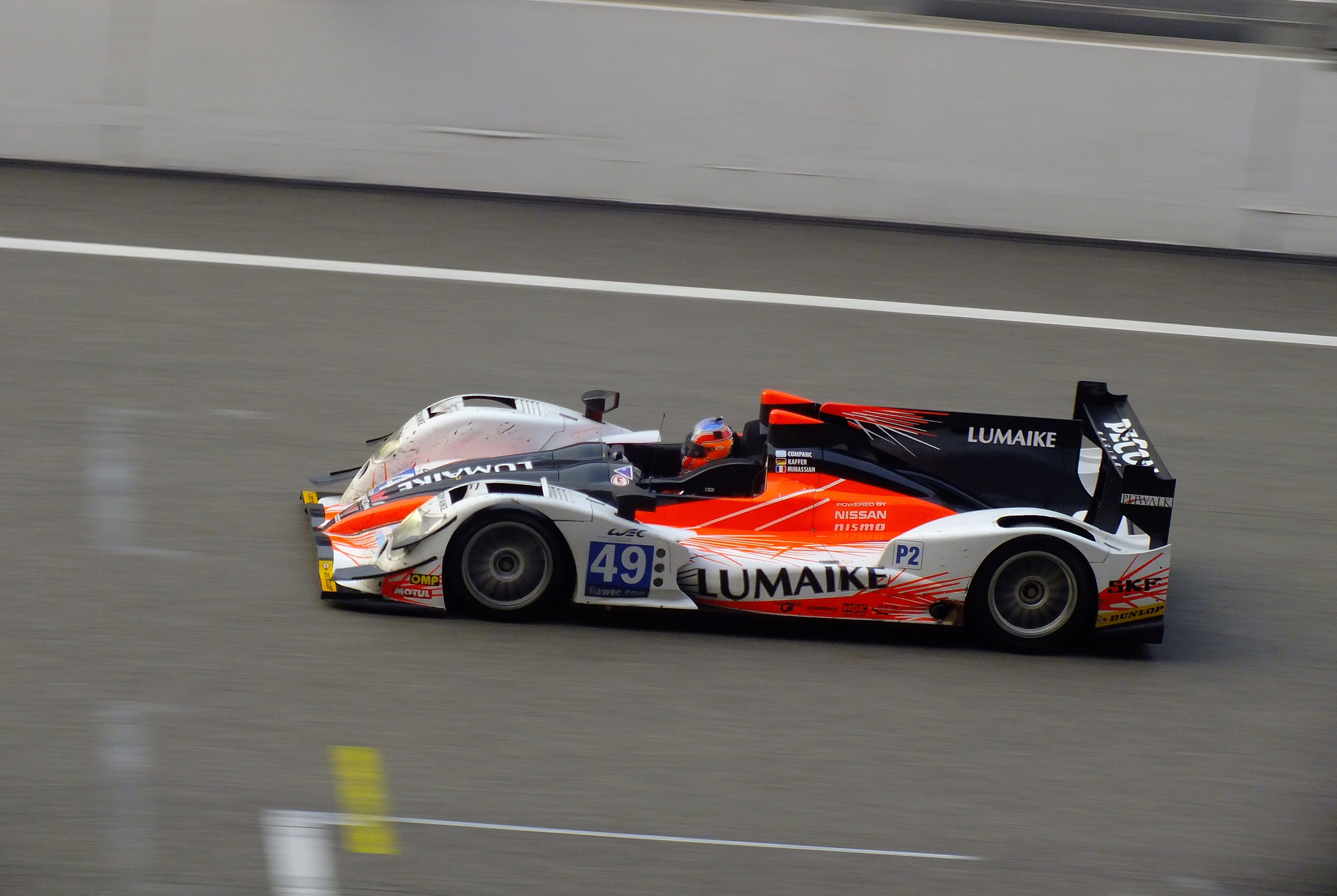
L'Oreca 03 lors des 6 Heures de Shanghai 2012.

En 2012, l'écurie participe au championnat du monde d'endurance FIA avec une Oreca 03 en catégorie LMP2,,,. L'écurie rempile pour le championnat du monde en 2013. L'écurie prend la troisième place à Silverstone et remporte les 6 Heures de Spa,.